# Ларде (Сіяхкаль)
Ларде (перс. لرده) — село в Ірані, у дегестані Пір-Кух, у бахші Дейламан, шагрестані Сіяхкаль остану Ґілян. За даними перепису 2006 року, його населення становило 129 осіб, що проживали у складі 35 сімей.

## Клімат
Середня річна температура становить 9,68 °C, середня максимальна – 25,18 °C, а середня мінімальна – -7,47 °C. Середня річна кількість опадів – 374 мм.
| Клімат поселення                              | Клімат поселення | Клімат поселення | Клімат поселення | Клімат поселення | Клімат поселення | Клімат поселення | Клімат поселення | Клімат поселення | Клімат поселення | Клімат поселення | Клімат поселення | Клімат поселення | Клімат поселення |
| Показник                                      | Січ.             | Лют.             | Бер.             | Квіт.            | Трав.            | Черв.            | Лип.             | Серп.            | Вер.             | Жовт.            | Лист.            | Груд.            |                  |
| Середній максимум, °C                         | 3,57             | 4,28             | 6,98             | 13,52            | 18,90            | 23,29            | 25,18            | 25,02            | 21,28            | 17,96            | 11,40            | 5,40             |                  |
| Середня температура, °C                       | −1,96            | −1,24            | 1,45             | 7,98             | 13,38            | 17,78            | 20,60            | 20,44            | 16,70            | 13,38            | 6,84             | 0,83             |                  |
| Середній мінімум, °C                          | −7,47            | −6,77            | −4,08            | 2,48             | 7,86             | 12,24            | 16,02            | 15,86            | 12,13            | 8,80             | 2,25             | −3,76            |                  |
| Норма опадів, мм                              | 36               | 38               | 61               | 47               | 36               | 12               | 10               | 9                | 11               | 31               | 39               | 44               |                  |
| Середньомісячна швидкість вітру, м/с          | 1.98             | 2.46             | 2.64             | 3.10             | 2.67             | 2.25             | 2.13             | 1.98             | 1.92             | 2.06             | 2.17             | 1.87             |                  |
| Середньомісячна сонячна радіація, кДж/м²·день | 7706             | 10176            | 12665            | 16802            | 20847            | 23761            | 23767            | 20895            | 17702            | 12741            | 9419             | 7375             |                  |
| --------------------------------------------- | ---------------- | ---------------- | ---------------- | ---------------- | ---------------- | ---------------- | ---------------- | ---------------- | ---------------- | ---------------- | ---------------- | ---------------- | ---------------- |
| Джерело:                                      |                  |                  |                  |                  |                  |                  |                  |                  |                  |                  |                  |                  |                  |